# Wahlerscheid

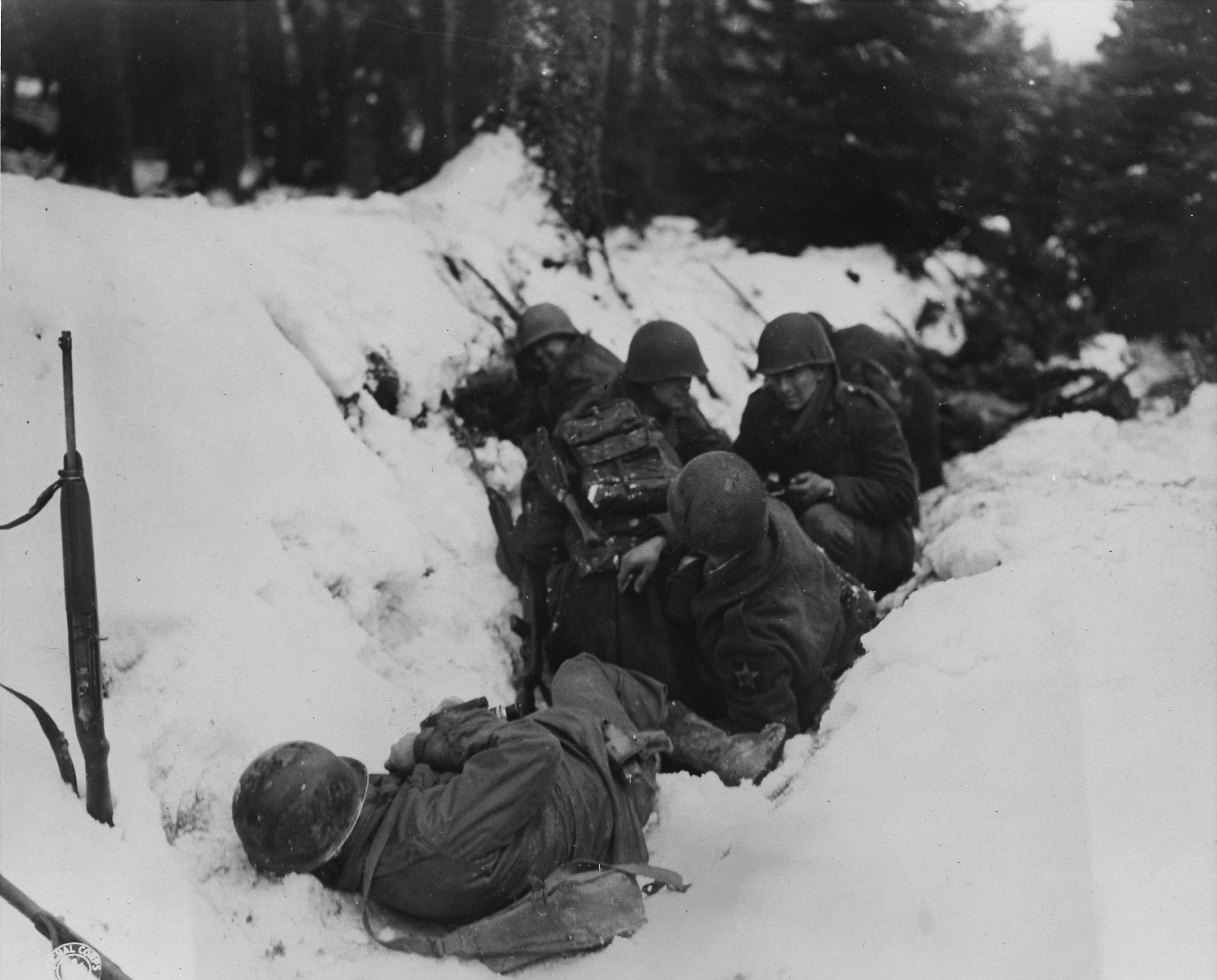
Amerikaanse soldaten zoeken dekking, december 1944

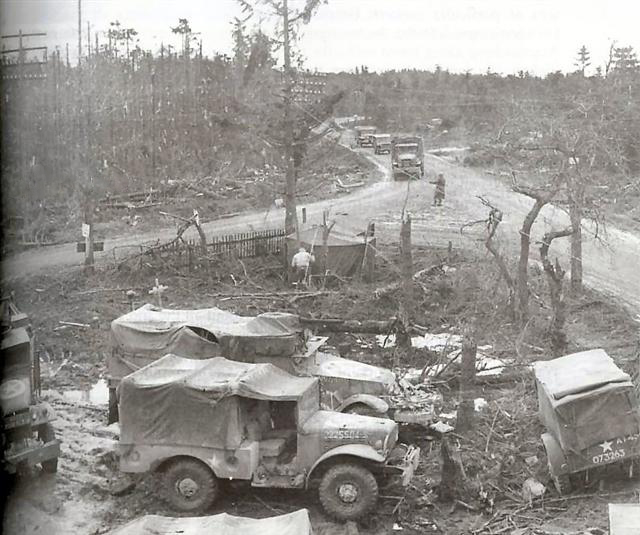
Wahlerscheid na de Amerikaanse verovering in februari 1945

Wahlerscheid is een gehucht bij een belangrijke wegsplitsing in de Duitse deelstaat Noordrijn-Westfalen.
Hier loopt de Bundesstraße 258 van Monschau naar Schleiden. Wahlerscheid ligt tussen de dorpen Höfen en Schöneseiffen. Verder loopt van hier een weg naar het Belgische Rocherath.

## Slag bij Wahlerscheid
Het betreft een hooggelegen en sterk bebost gebied. Hier bevond zich tijdens de Tweede Wereldoorlog de Westwall. Ten oosten van de Westwall lagen spoorlijnen en stuwmeren zoals de Rurstausee.
Te Wahlerscheid lagen vele, door de Duitse troepen effectief verdedigde, bunkers. Op 13 december 1944 rukten de Amerikanen vanuit Rocherath op, maar het traject naar Wahlerscheid lag vol hindernissen. Bovendien heerste er een bittere koude. Niettemin slaagde een deel der troepen erin om op 16 december Wahlerscheid te bezetten.
Op 16 december begon echter het Ardennenoffensief. Hierbij drongen de Duitse troepen in het door de Amerikanen bevrijde gebied binnen en dreigden de troepen te Wahlerscheid en Rocherath vanuit het zuiden omsingeld te worden. Daarom kregen de Amerikaanse troepen het bevel zich terug te trekken naar Elsenborn waarbij ze het hard bevochten gebied weer prijs moesten geven. De Amerikanen gaven Wahlerscheid daarom de bijnaam: Heartbreak Crossroads. Elsenborn bleef echter in hun handen, en in februari 1945 werd Wahlerscheid alsnog bevrijd.